# Aerodrom (Servië)
Aerodrom (Servisch: Аеродром) is een gemeente in het Servische district Šumadija. Het is de gemeente rond het vliegveld (aerodrom) van de stad Kragujevac.
Aerodrom telt 36.217 inwoners (2002). De oppervlakte bedraagt 232 km², de bevolkingsdichtheid is 156,1 inwoners per km².

## Plaatsen in de gemeente
Aerodrom, Uglješnica, Vinogradi, Šumarice, Jovanovac, Cvetojevac, Resnik, Novi Milanovac, Petrovac, Opornica, Desimirovac, Cerovac, Lužnice, Gornje Jarušice, Čumić, Mali Šenj, Pajazitovo, Mironić, Gornje Grbice, Šljivovac, Poskurice